# Paola Turci
Paola Turci née à Rome le 12 septembre 1964 est une auteure-compositrice-interprète italienne.

## Biographie
Les années 1980
Le début musical de Paola Turci remonte au 1986  quand elle a participé au Festival de Sanremo avec la chanson L'Uomo di ieri (L’homme de hier), écrit par Mario Castelnuovo-Tedesco; la chanson a été publiée dans son premier album, Ragazza sola ragazza blu (Fille seule, fille bleue), sous la direction artistique du label « IT » dirigé par V. Micocci. Au cours des trois années suivantes, elle participe à nouveau au Festival de Sanremo en gagnant le prix de critique en 1987 avec la chanson Primo tango (Premier tango).  Elle participe de nouveau au Festival avec la chanson Saró bellissima (Je serai la plus belle) et enfin en 1989 avec la chanson Bambini (Enfants). Grâce à cette chanson, elle remporte le 1er prix dans la branche artistes émergents du Festival de Sanremo.
Les années 1990
En 1990 Paola Turci participe pour la cinquième fois au Festival de Sanremo avec la chanson Ringrazio Dio (Je remercie Dieu)  et publie l'album Ritorno al presente (Retour au présent) qui comporte la chanson Frontiera (Frontière), morceau servant à la promotion de l’album avec la participation au Festivalbar. En 1991, Paola Turci publie Candido (Candide), inspiré du personnage du roman de Voltaire.
Au cours de la même année, elle participe au Cantagiro. Quelques semaines plus tard elle publie E mi arriva il mare (Et la mer arrive jusqu'à moi ), réalisée avec Riccardo Cocciante.
En 1993, l'artiste participe pour la 6e fois au Festival de Sanremo avec la chanson Stato di calma apparente  (État de calme apparent)dont elle est l'auteure. En 1993 l'album Ragazze (Filles) est publié. Le 15 août 1993 Paola Turcilors d'une tournée est victime d'un accident de voiture marquant sa carrière et la vie privée mais ne l'empêche pas, quelques semaines plus tard, d’honorer ses engagements professionnels, en poursuivant sa tournée. En automne 1993, elle chante pour la première fois Io e Maria (Marie et moi) écrite par Luca Carbonioù elle aborde le thème d'une liaison homosexuelle. Durant la même période, elle participe avec d'autres artistes à une expérience collective appelé Innocenti évasioni (Ėvasions innocentes), où elle rende hommage à Lucio Battisti, en réinterprétant la chanson Ancora tu (Encore toi ). 
Les années 2000
À la suite du succès de l’album Oltre le nuvole (Au-delà des nuages), en 2000, Paola Turci publie avec la même inspiration un nouvel album Mi basta il paradiso (Le paradis me suffit) qui comporte aussi Sabbia bagnata (Sable humide)et Saluto l'inverno (Je salue l'hiver), deux titres écrits en collaboration avec son amie, la chanteuse Carmen Consoli.
Saluto L’Inverno a été présentée au Festival de Sanremo en 2001 et classé 5e. Le troisième titre de l’album Questione di sguardi (Une question de regards), reprise de This kiss de Faith Hill. 
En 2002, Paola Turci décide de publier son nouvel album comme auteure-compositrice avec une étiquette de musique indépendante .
Questa parte di mondo (Cette partie du monde) marque le passage à une expérience musicale plus intime. Le nouveau morceau, Mani giunte (Mains jointes), joué avec le chanteur des Articolo 31.
En 2004, Turci publie Stato di calma apparente, une anthologie entièrement enregistrée en live. Dans cet album la chanteuse interprète les chansons les plus importantes de sa carrière. Dans ce projet, il y a également: Paloma Negra, un cover de Chavela Vargas, et deux chansons inédites: Il gigante (Le géant)  et La tua voce (Ta voix).
En 2005 sort l' album Tra i fuochi in mezzo al cielo (Entre les feux au centre du ciel). L’album se caractérise par l’analyse des problématiques sociopolitiques avec des chansons comme Troppo occidentale (Trop occidentalisé) et des troubles humains. Dans les chansons Quasi settembre (Presque septembre) et Lasciami credere (Permet-moi de croire) elle évoque le chagrin de la mort; en L'inverno senza neve (Un hiver sans neige) elle parle d'abandon et en Rwanda, elle parle de la tragédie de la guerre et du génocide. Avec cette chanson, elle a remporté en 2006 le prix Amnesty Italie. En même temps elle s’engage en soutenant l'ONG Ucodep qui développe des projets pour les enfants vietnamiens. En 2006, elle joue avec le danseur Giorgio Rossi une performance appelée Cielo - voce danzante e corpo sonoro (ciel - voix dansante et corps sonore), un spectacle sorte de représentation théâtrale où les chansons jouées en acoustique par Paola Turci sont imagées par les mouvements du danseur. Le répertoire va de ses chansons à la réinterprétation d'autres auteurs comme Léo Ferré, Caetano Veloso, Domenico Modugno, Patty Pravo, Francesco De Gregori et Chavela Vargas].
En 2007, Paola Turci avec Max Gazzé et Marina Rei participe a une tournée nommée Di comune accordo (De commun accord)où elle joue la guitare électrique, Max Gazzé la basse et Marina Rei la batterie accompagnés par le violoniste Andrea Di Cesare. 
En décembre 2007, la chanteuse participe au Premio Tenco (prix Tenco) où elle propose la chanson de l’auteur, E se ci diranno (Et s'ils nous diront) et avec sa chanson Quasi Settembre (Presque septembre) en version acoustique. En 2008, elle est à nouveau au Festival de Sanremo avec Marina Rei, Max Gazzé avec la chanson Il solito sesso (Le sexe habituel).
Depuis juillet 2008, elle est à nouveau sur scène avec une tournée rock et l’interprétation théâtrale de Cielo. 
Depuis avril 2009, Paola Turci anime l' émission radiophonique La mezzanotte di Radio Due (Le Minuit de Radio Due) . 
En juin 2009 sort son nouvel album Attraversami il cuore (Transperce moi le cœur), premier épisode d'une trilogie. 
En 2010 Paola Turci participe également à l'événement organisé par Laura Pausini, Amiche per l'Abruzzo (amis pour les Abruzzes) à la suite du tremblement de terre de L'Aquila.
Les années 2010
En décembre 2010 elle participe au  Festival de Watoto au Théâtre Brancaccio à Rome  pour la campagne de collecte de fonds pour les enfants kényans. En avril 2010 sort le deuxième chapitre de la trilogie, Giorni di rose (Jours de Roses), dédié à l'univers féminin. L'album comprend une chanson de Ivano Fossati, Lunaspina (Lunépine) chantée avec Fiorella Mannoia et sept nouvelles chansons écrites par 7 chanteuses célèbres: Carmen Consoli, Nada, Marina Rei, Chiara Civello, Naïf Hérin, Grazia Verasani et Ginevra Di Marco. Danza intorno al sole (Danse autour du soleil), le single de l’album, a été écrit par Nada et Carmen Consoli.
En juillet 2011, il est publié le premier single du dernier chapitre de la trilogie, Utopia (Utopie), une chanson de Giorgio Gaber. En novembre de la même année, Paola Turci a diffuse ligne sur le site du Fatto Quotidiano, la chanson Devi Andartene (Tu dois t'en aller) une chanson écrite par M. Murru qui parle de la crise sociopolitique. 
En avril 2012 sort le nouvel album Le storie degli altri (Les histoires des autres) qui inclut de nouveau Devi Andartene et Utopia. En mai 2012, Paola participe à Stile libero (Style libre), une émission de radio R101. 
En mai 2014, elle collabore avec Laura Pausini à «Stasera Laura : ho creduto in un sogno » (ce soir Laura: J'ai cru à un rêve), un one-man show diffusé à la télévision. En septembre 2014 elle publie son autobiographie Mi ameró lo stesso (Je m'aimerai quand même),. 
En novembre 2014 Francesca Rava Foundation (NPH) une organisation italienne sans but lucratif qui opère pour le soin des enfants à Haiti, a organisé en coopération avec l'Institut italien de Culture de Bruxelles, un concert-événement de bénévole où Paola Turci a chanté avec l'artiste haïtien Karlex. Dans cette occasion elle a exécuté sa version acoustique de l'Alléluia de Leonard Cohen.
En avril 2015 est publié Io sono son 16e album une anthologie avec 3 chansons inédites: Io sono (Je suis). Dans l'album il y a des autres chansons inédites: Questa non é una canzone (Ceci n'est pas une chanson) et Quante vite viviamo (Combien de vies vivons nous ). 
Dans une récente entrevue elle déclare que très probablement son prochain album aura une touche anarchique et il sera: « le résultat de ce qui, aujourd'hui, je suis capable d'être et que je ne pouvais pas être dans le passé ».

## Participation au Festival de Sanremo
- 1986: L'uomo di ieri (M. Castelnuovo - G. Chiocchio) (Catégorie Nuove Proposte)
- 1987: Primo tango (G. Chiocchio - M. Castelnuovo-R. Righini) (Catégorie Nuove Proposte) : Prix de la critique Mia-Martini
- 1988: Sarò bellissima (G. Chiocchio - R. Righini) (Catégorie Nuove Proposte) : Prix de la critique.
- 1989: Bambini (R. Righini-A. Rizzo) : Prix de la critique
- 1990: Ringrazio Dio (A. Rizzo - Rambow - Silvestro) (Catégorie Big, 4e
- 1993: Stato di calma apparente (P. Turci - G. Chiocchio) (7e)
- 1996: Volo così (P. Turci-R. Casini) (10e)
- 1998: Solo come me (R. Casini - P. Turci) (4e)
- 2001: Saluto l'inverno (P. Turci - C. Consoli) (5e)
- 2008: Participation hors concours avec Max Gazzè et Marina Rei, Il solito sesso.
- 2014: Participe hors concours à la soirée avec Riccardo Sinigallia et Marina Rei.

## Discographie
- 1988 - Ragazza sola ragazza blu
- 1989 - Paola Turci
- 1990 - Ritorno al presente
- 1991 - Candido
- 1993 - Ragazze
- 1995 - Una sgommata e via
- 1996 - Volo così 1986-1996
- 1997 - Oltre le nuvole
- 2000 - Mi basta il paradiso
- 2002 - Questa parte di mondo
- 2004 -  Stato di calma apparente
- 2005 -  Tra i fuochi in mezzo al cielo
- 2009 -  Attraversami il cuore
- 2010 -  Giorni di rose
- 2012 - Le storie degli altri
- 2017 - Il secondo cuore
- 2019 - Viva da morire

Cover album
- 1997 - Oltre le nuvole

Anthologie
- 1996 - Volo così 1986-1996
- 2015 - Io sono

Live
- 2004  - Stato di calma apparente[25]

## Publications
- Con te accanto, avec Eugenia Romanelli, éditions Rizzoli, février 2009.
- Préface du livre Ventitré secondi - L'Aquila, 6 aprile 2009, d' Alessandro Aquilio, éditeur Kellermann[26], 2010.
- Mi amerò lo stesso, biographie « a cura di » Enrico Rotelli, éditeur Mondadori, 2014